# Roberto Paiva
Roberto Paiva, nome artístico de Helim Silveira Neves (Rio de Janeiro, 8 de fevereiro de 1921 – Rio de Janeiro, 1 de agosto de 2014) foi um cantor brasileiro.
Na adolescência, Paiva se inscreveu em um programa de calouros da Rádio Clube Fluminense, em Niterói, e obteve o primeiro lugar com a valsa A Você. Seu primeiro rpm foi lançado em 1939 pela Odeon.